# Guerre byzantino-hongroise (1149-1155)
Guerre byzantino-hongroise
Batailles
Bataille de la rivière Tara
La guerre byzantino-hongroise de 1149 à 1155 prit la forme d’une série de conflits frontaliers entre l’Empire byzantin et le Royaume de Hongrie. Elle s’inscrivit dans un ensemble de rivalités agitant l’Europe au même moment, notamment celle qui opposait Roger II de Sicile, allié de la Hongrie et de la Rascie à l’Empire byzantin alors allié du Saint Empire germanique.
Tant que dura le règne de l’empereur Jean II Comnène surtout préoccupé par l’Asie mineure, les relations entre l’empire et la Hongrie demeurèrent houleuses après la guerre byzantino-hongroise de 1127-1129  mais ne conduisirent à aucun affrontement majeur. La situation se modifia avec l’avènement du successeur de Jean II, Manuel Ier Comnène désireux de rétablir l’influence byzantine en Europe. Dès lors, Roger II de Sicile et son successeur, Guillaume Ier n’auront de cesse d’attiser les sentiments hostiles des Serbes à l’endroit de Constantinople et la guerre de 1149 à 1155 aura comme cause directe l’aide qu’apporta la Hongrie à la Rascie dans sa lutte contre la domination byzantine. Des villes furent prises et reprises par les deux camps jusqu’à ce qu’un traité de paix conclu en 1155 ne rétablisse le statu quo ante bellum pour une période de cinq ans, traité qui sera reconduit pour une période additionnelle de dix ans en 1161. Les relations demeureront toutefois tendues entre les deux États et de nouvelles guerres mettront aux prises la Hongrie et l’Empire byzantin.

## Contexte historique
Au début du XIIe siècle, la Hongrie était devenue une puissance importante dans les Balkans. Non seulement sa position géographique entre les empires byzantin et germanique, mais sa frontière commune avec la Rascie (Serbie) lui conférait une position stratégique vitale. Après s’être emparés de territoires byzantins comme Sirmium (aujourd’hui Sremska Mitrovica, en Serbie) et la région voisine de Syrmie (entre la Save et le Danube, aujourd'hui partagée entre la Serbie et la Croatie) à l’intérieur du continent, les Hongrois avaient conquis la Croatie en 1102 et diverses villes de la côte dalmate qui appartenaient à l’empire, menaçant du même coup son accès à la mer Adriatique. S’en était suivie une première guerre byzantino-hongroise de 1127-1129 après laquelle les relations étaient demeurées tendues.
Toutefois, aucun conflit majeur n’éclata entre la Hongrie et l’empire byzantin durant les deux décennies suivantes, l’empereur Jean II Comnène (r. 1118-1143) se concentrant sur son grand projet : reconquérir toutes les terres de l'Empire byzantin en Asie mineure entre les mains des musulmans de même qu'Antioche alors aux mains des croisés. En Europe, les Byzantins gardaient le contrôle de Braničevo, de Belgrade et de Zemun (faisant face à Belgrade), en plus de la région de Sirmium aux mains des Hongrois depuis les années 1060, les efforts se limitant à maintenir le statu quo établi par le traité de 1129 tout en sécurisant la frontière septentrionale de l’empire le long du Danube.
À la même époque Roger II de Sicile (r. 1130-1154), après avoir unifié les conquêtes normandes de Sicile et d’Afrique, tentait de profiter de la deuxième croisade pour attaquer l'Empire byzantin attisant l’hostilité de ses voisins comme l’Allemagne de Conrad III (r. 1138-1152), la Hongrie de Géza II (r. 1141-1162) et la Rascie d’Uroš II (r. 1145-1162). Contrairement à son prédécesseur, le nouvel empereur, Manuel Ier (r. 1143-1180), était un grand admirateur de l’Occident, et désirait réaffirmer la suprématie byzantine sur le monde méditerranéen. Pour ce faire Manuel s’allia au pape et aux puissances occidentales montantes, appuya  le royaume de Jérusalem et recomposa la carte politique des Balkans où seul un pays pouvait lui faire concurrence : la Hongrie. En effet, le royaume magyar contrôlait maintenant la Dalmatie, la Bosnie et la Croatie et tentait d’affirmer son influence sur la Rascie, constamment en révolte contre la domination byzantine. De plus, il était à craindre que les principautés russes dont celle de Kiev ne tombassent sous l’influence hongroise, ce qui aurait menacé l’influence de l’Empire byzantin dans la région de la mer Noire. Pour affirmer son autonomie le grand-prince rus’ Iziaslav II (r. 1146-1149) avait, en 1147, lui-même nommé le métropolite de Kiev sans demander l’accord du patriarche de Constantinople,.
La guerre byzantino-hongroise de 1149-1155 est ainsi l'une des composantes des visées de divers acteurs soucieux de remodeler la carte de l'Europe du XIIe siècle.

## Les visées de Roger II de Sicile

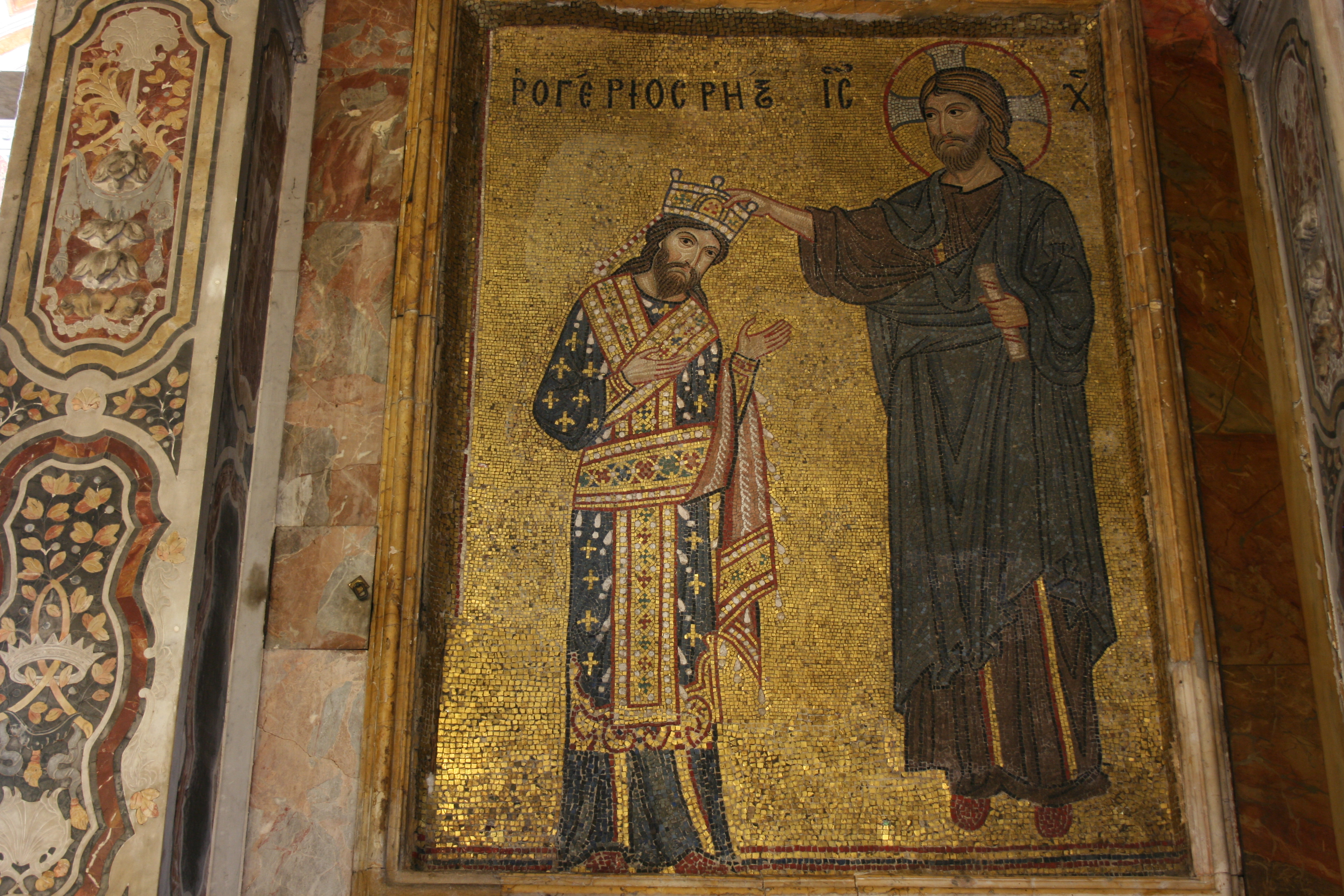
Roger de Sicile couronné roi par le Christ.

Les Byzantins n’avaient jamais accepté la domination de la famille normande des Hauteville sur la Sicile et l’Italie du sud, pas plus que le refus de l’un de leurs représentants Bohémond de Tarente de remettre Antioche au basileus pendant la première croisade. Après avoir réglé le problème d’Antioche en 1137, Jean II avait voulu s’allier à l’empereur germanique Conrad III, ennemi avoué des Normands de Sicile, lui proposant de marier son fils et héritier Manuel à une princesse allemande, Berthe de Salzbach, belle-sœur de Conrad III.
En 1147, Roger II profita de la deuxième croisade pour mener plusieurs raids aux frontières de l'Empire byzantin : les Normands s’emparèrent ainsi de Corfou avant de ravager les côtes de la Grèce, saccageant entre autres Thèbes, Corinthe, et, selon certaines sources occidentales, peut-être Athènes,.

## La guerre contre les Serbes de Rascie

Les États des Balkans au temps de Stefan Nemanja.

En même temps, les Normands incitaient les Serbes à la révolte contre la domination byzantine grâce à une généreuse aide financière. Ceux-ci constituaient une menace sérieuse pour l’empire, car les deux principales voies de communication dont dépendaient les Byzantins pour maintenir leur hégémonie dans les Balkans passaient par les territoires serbes : la via Egnatia de Dyrrachium (aujourd’hui Durrës en Albanie) à Thessalonique et la voie militaire allant de Belgrade et de la frontière danubienne vers Andrinople (aujourd’hui Edirne en Turquie) et Constantinople en passant par Niš et Sardica (aujourd’hui Sofia en Bulgarie).
Déjà, au tournant du siècle Alexis Ier (r. 1081-1118) avait été amené à intervenir dans un conflit de succession entre les princes de Rascie et de Dioclée après quoi ceux-ci s’étaient reconnus vassaux de Constantinople. Jean II dut également intervenir après avoir défait les Coumans en 1122 ou 1123, alors que s’annonçait la première guerre avec la Hongrie.
La scène devait se répéter en 1149 alors que, à l’instigation des Normands et comptant sur l’aide des Hongrois, le grand župan (grand prince) de Rascie  Uroš II (r. 1155-1161) se révolta contre l’empire. Non seulement celui-ci rejetait-il la suzeraineté byzantine, mais encore menaçait-il ses possessions le long de l’Adriatique (essentiels pour les plans de Manuel visant la reconquête de l’Italie du sud). De plus il avait forcé le župan de Dioclée, Radoslav  un fidèle allié de Byzance, à chercher refuge à Kotor (Monténégro), d’où ce dernier appela l’empereur à l’aide. Manuel Ier était alors à Valona (aujourd’hui Vlorë en Albanie), préparant une expédition contre les Normands dans le sud de l’Italie. Se rendant à l’appel de Radoslav, Manuel modifia ses plans, attaquant la capitale, Ras, qu’il captura ainsi que la forteresse de Galič. S’il ne parvint pas à capturer le veliki župan Uroš II, il fit un grand nombre de prisonniers lors de la bataille de la rivière Tara en 1150 dont un bon nombre fut relocalisé dans la région de Sardica. Remplacé par son frère, Uroš fut rétabli sur son trône après un bref exil, mais dut à nouveau se reconnaitre vassal de Byzance, promettant 2 000 hommes pour les campagnes impériales en Europe et 300 pour les campagnes en Anatolie,.

## Prémices de la guerre (1149-1150/1151)

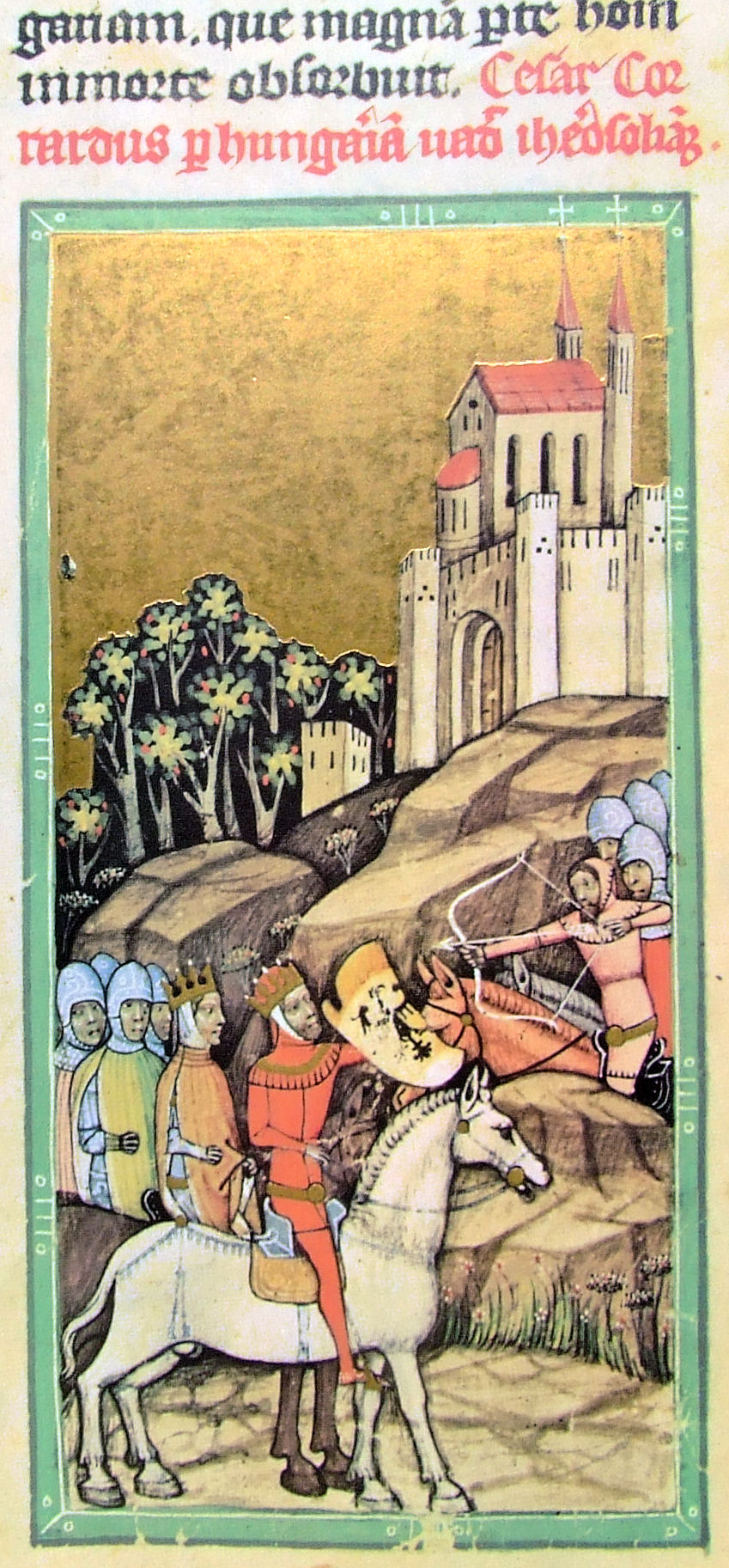
Conrad III et son armée arrivent en Hongrie (Miniature de la Chronicon Pictum).

Les Hongrois pour leur part voyaient dans une alliance avec les Normands la meilleure façon de consolider leurs intérêts en Dalmatie, ces derniers étant la seule puissance navale capable de rivaliser avec Venise pour dominer l’Adriatique.
À la mort du roi Étienne II de Hongrie (r. 1116-1131), Béla II (r. 1131-1141) lui succéda. Aveuglé comme son père, Álmos, à la suite de la tentative de ce dernier de s’emparer du trône, Béla dépendait pour gouverner de son épouse, Jelena (Hélène), fille du grand župan de Rascie, Uroš Ier. Celle-ci avait également fait nommer son frère Beloš dux de Hongrie, lui confiant la direction de l'armée ainsi qu’un poste important à la cour.
Il n’est donc pas étonnant que la Hongrie et la Serbie se soient rapprochées, d’autant que Jelena apportait en dot une partie du nord de la Serbie (probablement le nord-est de la Bosnie sur le cours inférieur de la Drina) en échange de quoi les Serbes avaient reçu l’appui de la Hongrie dans leur lutte contre les Byzantins. Serbes et Hongrois avaient à leur tour négocié avec les Normands et il en était résulté des liens matrimoniaux entre maisons royales de Sicile et de Hongrie.
Sous l’influence de sa cour, Béla II adopta une politique expansionniste dans les Balkans. La Bosnie qui faisait jusque-là partie de la zone d’influence de Constantinople semble avoir accepté sans protester sa suzeraineté en 1137 après quoi Béla et ses descendants prirent le titre de roi de Rama,. À la même époque, ils s’emparèrent de Split en Dalmatie au désavantage de l’Empire byzantin.
À la mort de Béla II, son fils Géza II (r. 1141-1162) lui succéda. Comme il n’avait alors que onze ans, sa mère Jelana et le frère de celle-ci, Beloš, assumèrent la régence. Mais déjà sous le règne de son père, un prétendant au trône s’était fait connaitre dans la personne de Boris Kalamanos, fils d’Euphemia de Kiev, la seconde épouse du roi de Hongrie Coloman. Euphemia ayant été convaincue d'adultère, Coloman avait refusé de reconnaître la paternité de Boris qui naquit dans la Rus' de Kiev et avait néanmoins proclamé ses droits au trône de Hongrie dès 1131. À la fin de 1145, il approcha Conrad III de Hohenstaufen, ce qui envenima les relations de la Hongrie avec l’Empire romain germanique. À la même époque à Constantinople, Manuel Ier avait succédé à son père Jean II en avril 1143 et au cours d’une rencontre à Thessalonique avec Conrad III avait décidé d’un effort conjoint pour chasser les Normands d’Italie du sud.
La fin des années 1140 vit ainsi se former deux alliances parmi les puissances européennes : l’une comprenait les empereurs Manuel Comnène et Conrad Hohenstaufen, l’autre Roger de Sicile, le prince allemand Welf VI de Spolète et de Toscane (voisin de Roger II) ainsi que Géza II et Uroš II de Rascie,. Conrad III ayant décidé avec Louis VII de France de conduire la deuxième croisade (1146-1149) en passant par le territoire de l’Empire byzantin. Manuel exigea que Boris, qui s’était réfugié auprès du roi de France, lui soit remis, ce que refusa l’empereur conduisant celui-ci en sécurité dans l’Empire byzantin où il reçut l’asile politique.
Manuel devant rester à Constantinople pour surveiller le passage des croisés sur son territoire, les Normands de Roger choisirent ce moment pour attaquer des possessions byzantines loin de la capitale. En 1147 ils s’emparèrent de Corfou et pillèrent Thèbes et Corinthe (voir plus haut « Les visées de Roger II »). Pour mettre un terme à cette invasion, Manuel fit construire une flotte imposante et sollicita l’aide des Vénitiens dont il confirma les privilèges commerciaux. Alors qu’il s’apprêtait à aller assiéger les Normands à Corcyre sur l’ile de Corfou, il dut changer ses plans et faire face aux Coumans qui avaient franchi le Danube. Après avoir défait ceux-ci en 1148, Manuel Ier passa Noël à Thessalonique où se trouvait Conrad III qui avait quitté la croisade. Les deux empereurs se mirent d’accord pour chasser les Normands du sud de l’Italie,,.
Alors que Manuel était à Valona à préparer l’invasion, Roger II sentant la menace que faisait planer sur lui l’alliance byzantino-germanique encouragea les Serbes à la révolte. Uroš II, oncle maternel de Géza II, se rebella (voir chapitre « Guerre contre les Serbes de Rascie », plus haut) menaçant les bases byzantines sur l’Adriatique. Manuel dut alors délaisser les préparatifs de son invasion pour se tourner vers la Rascie. De son côté, Conrad III, menacé par une révolte de Welf VI financée par Roger II et Géza II, ainsi que par la montée de Henri Cœur de Lion, dut demeurer dans le Saint-Empire de 1149 à 1151.
L’alliance entre Manuel et Conrad III n’était pas directement dirigée contre la Hongrie. Néanmoins, Geza II se rallia à Roger II parce que les intérêts hongrois s’opposaient aux intérêts byzantins sur tous les fronts : les liens familiaux l’unissaient à la Rascie; son implication dans les affaires intérieures de la Rus’ de Kiev encourageait les Rus’ à s’affranchir de Byzance; sa coopération avec Louis VII de France encourageait Constantinople à donner refuge au prétendant au trône hongrois Boris.
Les sources diffèrent quant à une possible participation des Hongrois dans la révolte serbe de 1149. Ni Jean Cinnamus, ni Nicétas Choniatès n’en font mention dans leur rapport de l’invasion au cours de laquelle les Byzantins ravagèrent les villages de la côte forçant les Serbes à s’enfuir dans les montagnes où se réfugia également l’insaisissable Uroš II. Toutefois la  Chronique d'Ipatiev  fait référence à une telle guerre pour expliquer le refus des Hongrois d’envoyer des renforts à Iziaslav II chassé de Kiev en aout 1149; Théodore Prodromos, dans son poème panégyrique sur le retour de Manuel à Constantinople affirme que les Hongrois appuyèrent les Serbes durant la campagne militaire,.
Toutefois, lors de la deuxième campagne entreprise par Manuel contre les Serbes en 1150, Géza II envoya en renfort un contingent important composé de Hongrois, Petchenègues et « Khalyzians » (mentionnés par Cinnamus, probablement des musulmans) pour appuyer Uroš II. Partant de Niš, Manuel accompagné de Jean Cantacuzène et de Jean Doukas Comnène se dirigea vers la Save,, mais les Byzantins s’avérèrent incapables d’empêcher l’armée serbe de rejoindre les auxiliaires hongrois commandés par le comes Bάgyon (ou Bacchinus). Après de brèves escarmouches l’armée byzantine remporta la victoire lors d’une bataille sur la rivière Tara où Manuel livra lui-même combat à Bάgyon; Uroš II n’eut d’autre choix que de concéder la victoire et de se reconnaitre vassal de l’Empire byzantin.

### La guerre (1150/1151 - 1155)

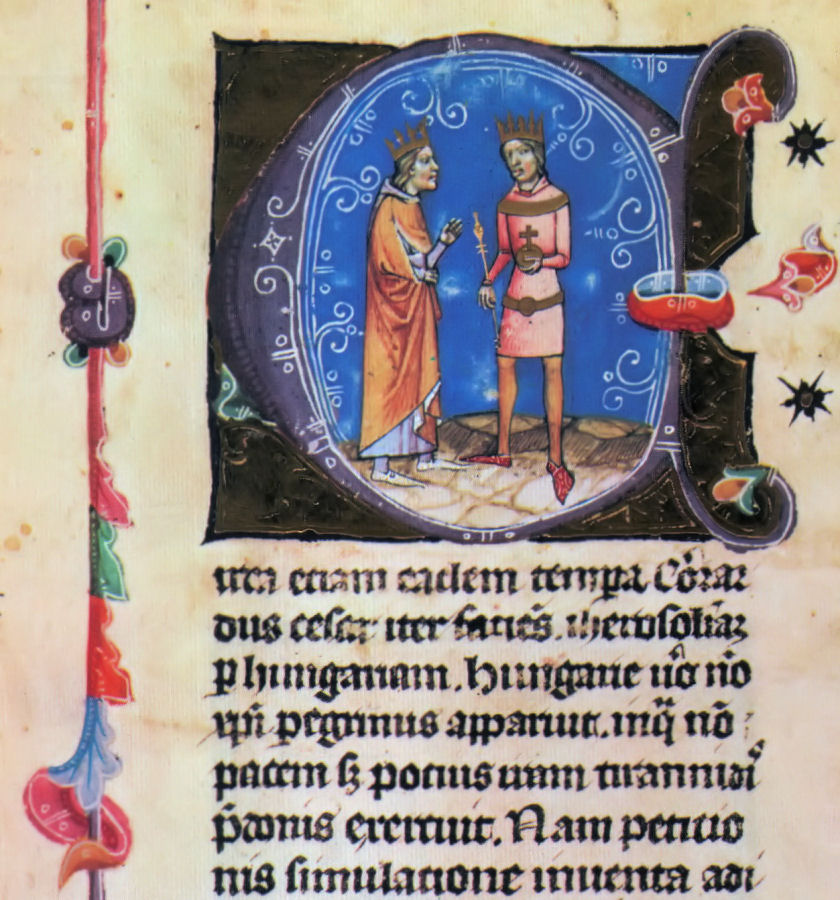
Géza II rencontre Louis VII de France durant la Deuxième Croisade (Manuscrit « Chronicon Pictum»).

En réaction, Manuel décida de lancer une action punitive contre la Hongrie. Selon Jean Cinnamus, Manuel serait d’abord retourné à Constantinople après sa campagne contre les Serbes avant d’entreprendre celle-ci; d’après Nicétas Choniatès, il aurait profité du fait que Géza II était parti porter secours à son allié Iziaslav de Kiev menacé par les princes de Souzdal et de Galicie pour traverser immédiatement la Save et se diriger vers Frangochorion (la Syrmie), ravageant la région sur son passage,. Une partie de son armée, sous le commandement de Théodore Vatatzès mit le siège devant Zimony (aujourd’hui Zemun en Serbie) qui finit par capituler pendant que Manuel avec le reste des troupes impériales pillaient la riche province de Syrmie. Les unités hongroises qui s’y trouvaient durent se rendre. Finalement les Byzantins se retirèrent emmenant avec eux plus de 10 000 prisonniers,.
Le bruit courut à ce moment que Géza II revenait de son expédition dans la principauté de Galicie où le prince était un allié de Byzance et se portait à la rencontre des troupes impériales. Ces dernières se retirèrent au sud de la rivière Save. Ce fut l’oncle du roi, Beloš qui arriva avec une petite avant-garde. Il se garda d’attaquer les troupes de Manuel qui se retirèrent à Braničevo pour défendre leur ligne d’approvisionnement. En même temps, l’empereur ordonna au prétendant hongrois Boris de ravager la région de la rivière Timiş (Temesköz) avec l’armée impériale, forçant trois unités hongroises à fuir,. Il ne s’arrêta que lorsque Géza II apparut à la tête de l’armée royale. Pour sa part, Manuel fit fortifier les forteresses byzantines des Balkans le long du Danube et décida, fin 1150 ou début 1151 de conclure une trêve avec les Hongrois,. Ceci fait, il retourna à Constantinople célébrer un triomphe,. En dépit de cette trêve les relations demeurèrent tendues entre les deux États, empêchant à plusieurs reprises Manuel de reprendre ses plans d’invasion de l’Italie du sud.
Dans le Saint-Empire germanique, Conrad III, décédé subitement le 15 février 1152, fut remplacé par Frédéric, duc de Souabe (r. depuis 1152 comme « roi des Romains », depuis 1155 comme « empereur germanique » - 1190) que la prospérité connaitra sous le surnom de « Barberousse ». Celui-ci demanda à la Diète de juin 1152 de pouvoir entrer en guerre contre la Hongrie, ce que les princes refusèrent. De son côté, Géza II envahit la Galicie à l’automne 1152 et avec les armées de Iziaslav défit Vladimirko de Galicie qui dut demander la paix. Ayant ainsi les coudées franches tant du côté de l’Empire germanique que de la Rus’, et voulant tirer vengeance de l’expédition punitive byzantine, Géza put planifier une campagne visant le Paristrion (la province byzantine jouxtant le Danube) au printemps de 1153,, forçant encore une fois l’empereur Manuel à repousser ses plans d’invasion du sud de l’Italie. Celui-ci ayant eu vent des plans de Géza se dirigea vers le Danube. Une ambassade hongroise fut envoyée et un nouveau traité de paix fut signé à Sardica aux termes duquel les Byzantins acceptèrent de relâcher leurs prisonniers de guerre.
Pendant les négociations, Andronic Comnène (le futur Andronic Ier, r. 1183-1185), cousin de l’empereur Manuel qui rêvait de devenir empereur et avait à plusieurs reprises tenté de s’emparer du trône, alors thémarque de Naissos dans les Balkans, voulut profiter de l’occasion pour s'assurer du soutien des Hongrois en leur promettant les villes de Niš et de Braničevo s’ils l’aidaient à s’emparer du trône impérial. Roger II de Sicile étant décédé en février 1154, Géza envoya des ambassadeurs à son successeur, Guillaume Ier (r. 1154-1166), lequel quoique toujours en guerre contre l’Empire byzantin ne put répondre positivement, devant faire face à une révolte à la fois de ses barons et des villes pour recouvrer leur autonomie.
Géza envahit l’empire, mettant le siège devant Braničevo à la fin 1154,. Son armée était renforcée par des mercenaires de Bohême et de Saxe, de Petchenègues et de Coumans qui avaient pillé la région du bas Danube, en plus de troupes auxiliaires envoyées par le ban Borić de Bosnie, leur allié. Toutefois, Géza ayant appris qu’Andronic Comnène, d’abord rappelé à Constantinople, avait été emprisonné, abandonna le siège pour retourner en Hongrie. Manuel qui n’avait pu mobiliser immédiatement son armée retenue en Pélagonie s’était entretemps mis en marche via Serdica et Niš pour établir son camp à Svilajnac près de Paraćin. Les troupes hongroises reculèrent alors vers Belgrade, les troupes bosniennes s’étant séparées d’elles après la mort plus tôt de leur ban, Borić. Elles affrontèrent cependant les troupes byzantines commandées par le général Basile Tzintzilukes qu’elles annihilèrent avant de reprendre le chemin du retour,. Pendant ce temps, Jean Cantacuzène était chargé par l’empereur de mettre fin à une rébellion pro-hongroise à Belgrade.
Dans la première moitié de 1155 Manuel et Géza à la tête de leurs armées respectives devaient se faire face sur le Danube. Mais la situation internationale avait changé. Géza avait perdu l’appui effectif de Guillaume de Sicile qui devait faire face à une révolution intérieure de plus en plus sérieuse. Du côté serbe, Uroš II avait été destitué par son frère Desa qui avait chassé le parti pro-hongrois de sa cour. La dispute entre les deux frères avait été arbitrée à l’automne 1154 par l’empereur Manuel qui restaura Uroš en 1155, donnant un apanage à son frère à Dendra près de Niš; en contrepartie, Uroš dut promettre de ne plus faire alliance avec la Hongrie contre l’Empire byzantin,. Dans les circonstances, Géza abandonna sa politique extérieure de conquête. Un nouveau traité de paix fut conclu entre Manuel et Géza qui restaurait le statu quo ante bellum.

## Les suites

L’Empire byzantin à la mort de Manuel Ier.

La position de Manuel Ier sortit renforcée de ce conflit : la Hongrie ne constituait plus une menace et la frontière du Danube devenait paisible; les Serbes avaient été contraints de ne plus faire alliance avec les Hongrois contre l’empire et, avec la mort de Izjaslav en 1154, le risque de schisme entre  l’Église de la Rus’ et celle de Constantinople avait été apaisé.
Toutefois, la mort de Géza II en 1162 devait remettre cet état de chose en question. Le fils de Géza, Étienne III fut immédiatement couronné roi. Ceci allait à l’encontre de la pratique hongroise qui, de même que la tradition rus’, voyait la succession assurée non par le fils mais par le frère puiné du défunt roi. Or, dès 1157, le fils du roi Béla II, également prénommé Étienne, devait en compagnie de son frère Ladislav entrer en rébellion avec l’appui de leur oncle Beloš,. Suivi quelques mois plus tard de Ladislas, le futur Étienne IV devait fuir la Hongrie pour se réfugier à la cour de Constantinople où il épousa la nièce de l’empereur, Maria Comnène. La guerre civile qui s’ensuivra provoquera une nouvelle invasion byzantine de la Hongrie jusqu’en 1167, permettant à Manuel de prendre le contrôle d’importants territoires en Croatie, Dalmatie, Syrmie et Bosnie.